# Жегалово
Жега́лово (рос. Жегалово, ерз. Жегалово) — село у складі Темниковського району Мордовії, Росія. Входить до складу Пурдошанського сільського поселення.
Населення — 349 осіб (2010; 485 у 2002).
Національний склад (станом на 2002 рік):
- росіяни — 94 %